# Вежа короля Альфреда
51°06′53″ пн. ш. 2°21′54″ зх. д. / 51.1148273° пн. ш. 2.3650446° зх. д.

Вежа короля Альфреда (англ. King Alfred's Tower) — популярна архітектурна пам'ятка графства Сомерсет. Розташовується в Англії неподалік міста Брюхем. Побудовано вежу як пам'ятник на честь закінчення Семирічної війни. Є архітектурним капризом.

## Історія
Будівництво вежі було задумане банкіром Генрі Хором II у 1762 році. Конструкція ознаменувала успішний для Британії результат Семирічної війни. Проект вежі був виконаний в 1765 архітектором Генрі Фліткрофтом. За основу була взята венеціанська вежа Святого Марка, проте конструкція вийшла дещо іншою. Саму споруду було вирішено назвати на честь знаменитого англійського короля Альфреда. Будівництво почалося 1769 року і було завершено 1772 року.
Башта була пошкоджена у 1944 році (літак врізався у верхню частину, загинули п'ять членів екіпажу). Відновили зруйновану частину вежі в 1986.
В 1961 вона внесена до списку пам'яток архітектури I ступеня.

## Опис
Висота споруди складає 49 метрів. Вона має трикутну основу, у кожному кутку є характерні круглі виступи. При вході в вежу розташовані масивні дерев'яні двері, за ними розташовуються гвинтові сходи, що складаються з 205 сходинок. Вона веде до вершини конструкції, де розташований оглядовий майданчик. Головною окрасою вежі є статуя короля Альфреда.